# Kim Young-sam
Kim Young-sam (em coreano: 김영삼; Geoje, Gyeongsang Sul, 20 de dezembro de 1927 – Seul, 22 de novembro de 2015) foi um político sul-coreano que foi Presidente da Coreia do Sul de 25 de fevereiro de 1993 a 25 de fevereiro de 1998.
foi um político sul-coreano e ativista democrático, que serviu como presidente da Coreia do Sul de 25 de fevereiro de 1993 a 25 de fevereiro de 1998. De 1961, ele passou quase 30 anos como um dos líderes da oposição sul-coreana, e um dos rivais mais poderosos dos regimes autoritários de Park Chung-hee e Chun Doo-hwan.
Eleito presidente em 1992, Kim se tornou o primeiro civil a ocupar o cargo em mais de 30 anos. Ele foi empossado em 25 de fevereiro de 1993 e cumpriu um único mandato de cinco anos.
Presidindo uma campanha massiva de anticorrupção, a prisão de seus dois predecessores e amplas reformas económicas destinadas a flexibilizar a regulamentação interna e o código do trabalho, encorajando o investimento estrangeiro e promovendo a concorrência. Defendeu os interesses do chaebol, introduzindo nova legislação laboral. Facilita os procedimentos de despedimento, põe em causa a garantia de emprego de que uma parte dos trabalhadores beneficiava, aumenta o horário de trabalho legal, que já era muito elevado (54,5 horas em 1996), simplifica a substituição de trabalhadores em greve por trabalhadores temporários e proíbe a criação de novos sindicatos. Estas medidas foram votadas em sete minutos em 26 de Dezembro de 1996, durante uma sessão secreta do Parlamento, na ausência da oposição eleita.
Os poderes dos serviços secretos foram alargados, para grande desagrado dos sindicalistas que temiam ser visados. Em muitos aspectos, o seu governo retomou os métodos autoritários dos seus antecessores. Em 1997, o número de sindicalistas presos foi tão elevado como durante a ditadura militar.

Entre Novembro de 1997 e Janeiro de 1998, a moeda coreana, a won, depreciou-se 96,5% em relação ao dólar americano e em 1998 o PIB desceu 7%.